# Ceramica micenea

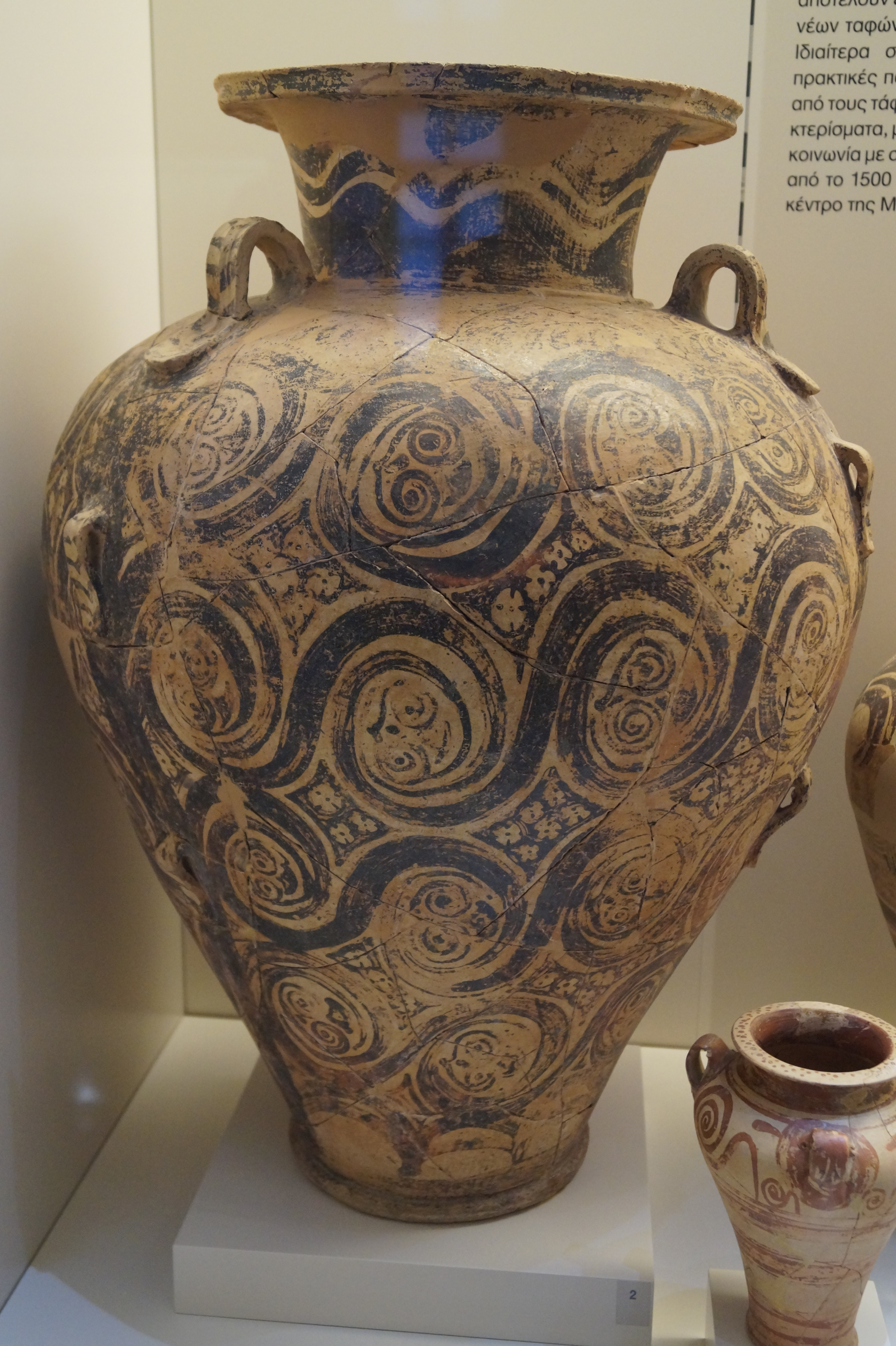
Vaso pithoide dalla tomba a camera 10 del cimitero di Dendra (1500–1450 a.C.). Museo archeologico di Nauplia, Grecia

La ceramica micenea è una tradizione ceramica associata al periodo miceneo della storia greca. Il termine “miceneo” deriva dal sito di Micene e fu applicato per la prima volta da Heinrich Schliemann. Deriva principalmente dall'incontro tra la ceramica minoica e vari stili continentali del Medio e Tardo Elladico, tra cui ad esempio la ceramica minia. Il bacino geografico della ceramica micenea comprende principalmente la Grecia continentale e alcune isole del mar Egeo, ma tramite scambi commerciali essa ha raggiunto ampie porzioni del bacino del Mediterraneo.

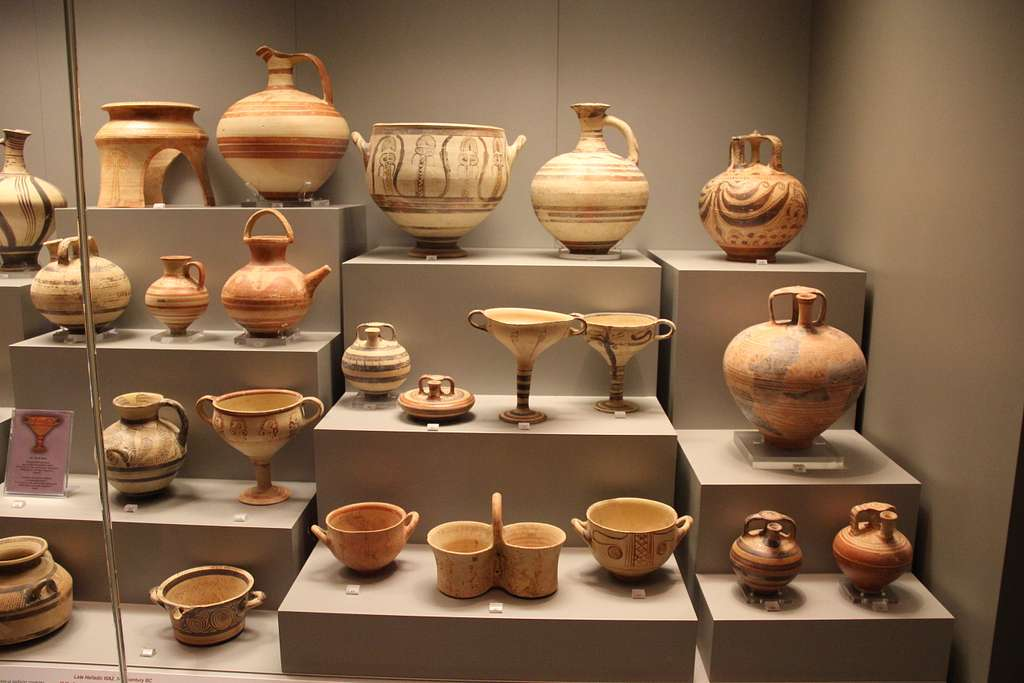
Ceramica micenea esposta presso la galleria di Preistoria greca del Museo archeologico nazionale di Atene, Grecia.

I micenei utilizzavano la ceramica principalmente per conservare acqua, vino e olio d'oliva e per cucinare, ma esemplari pregiati erano anche usati come oggetto di prestigio e nelle tombe come offerte al defunto. Oltre ai rituali di sepoltura e ai doni, la ceramica era un frequente oggetto di scambio.
I resti di ceramica micenea sono spesso essenziali agli archeologi per datare i siti di questo periodo. Studiando la ceramica, inoltre, gli studiosi possono determinare le diverse classi sociali a seconda della provenienza dei cocci. Vista la grande quantità di scambi commerciali intrattenuti dai greci micenei, il ritrovamento e l'analisi di resti ceramici al di fuori della Grecia continentale può aiutare a determinare l'entità del loro potere e della loro influenza in una determinata regione.

## Produzione
La prima forma di tornio da vasaio fu sviluppata nel Vicino Oriente intorno al 3500 a.C. I micenei adottarono il tornio circa 2000 anni dopo, nel periodo Tardo Elladico. L'idea alla base del tornio era quella di aumentare la produzione di ceramica. Il piatto del tornio da vasaio, realizzato in cotto, legno o terracotta, veniva di solito fatto girare a mano da un assistente mentre il vasaio modellava la forma.
L'argilla viene estratta dal terreno, controllata per verificare la presenza di impurità e posta sul tornio per essere modellata. Una volta ottenuta la forma desiderata, il vasaio la mette in un forno. Il forno era solitamente una fossa scavata nel terreno e riscaldata dal fuoco; si stima che raggiungesse una temperatura di 950 °C. A partire dal Tardo Elladico III alcuni forni furono costruiti in superficie per essere più facili da mantenere e ventilare. La cottura avviene in tre fasi:
1. Ossidazione. L'ossigeno viene aggiunto al forno, dando un colore rossastro ai vasi.
2. Riduzione. Il vasellame viene isolato dal combustibile, riducendo la quantità di ossigeno che la ceramica assorbe; questo fa sì che la barbottina e il vaso si anneriscano.
3. Riossidazione. L'ossigeno viene nuovamente immesso nel forno, facendo sì che il materiale più grossolano diventi rosso e che la barbottina, carica di silice, rimanga nera.[5]

## Distribuzione

Mappa ipotetica dei regni palaziali micenei.

## Cronologia ed evoluzione
Prima della ceramica micenea in Grecia erano diffusi molti altri stili, tra cui ad esempio la ceramica minia tipica del periodo Medio Elladico.
La ceramica micenea è divisa in tre fasi cronologiche principali (Tardo Elladico I, II e III) che si susseguono senza soluzione di continuità evolvendo stilisticamente da quella precedente.

### Tardo Elladico I

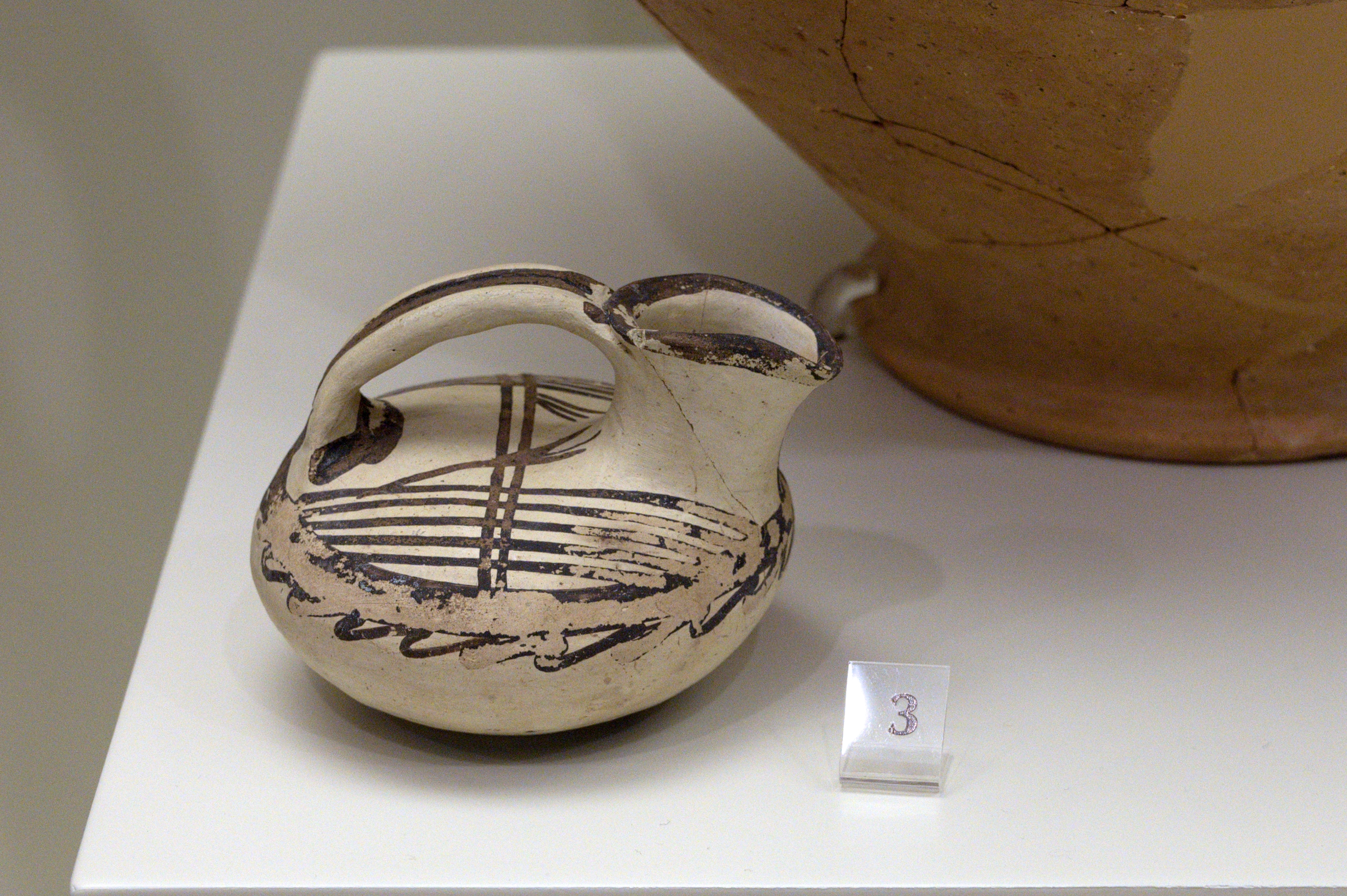
Askos proveniente da Micene (TE I). Museo archeologico di Micene, Grecia

La ceramica micenea del TE I è una delle numerose tipologie in uso durante questa fase e rappresenta una cultura materiale ibrida che combina forme e decorazioni minoiche e micenee e che utilizza una vernice nera o arancione lucida su argilla di colore verde o giallastro. Lo stile miceneo in questo periodo viene utilizzato soprattutto per vasi di piccole dimensioni.

### Tardo Elladico II

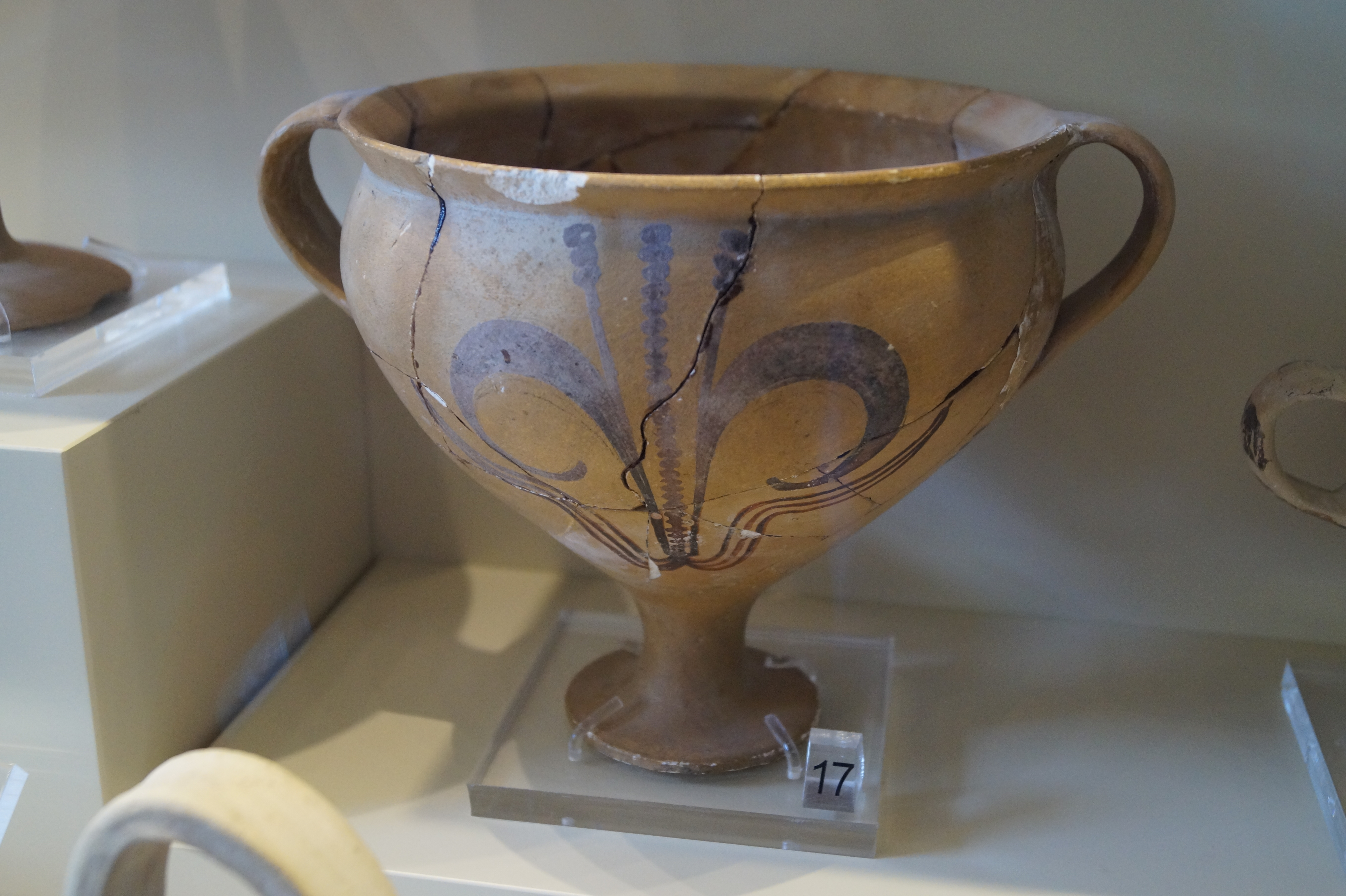
Coppa efirea da Korakou (TE II). Museo archeologico dell'antica Corinto, Grecia

Molte forme e motivi sono derivati da Creta, ma altri sono stati utilizzati nel periodo Medio Elladico e nel Tardo Elladico I. Le forme possono essere suddivise in domestiche e palaziali (Stile del Palazzo): le prime proseguono da forme del ME-TE I, le seconde invece sono forme adattate dal repertorio del Tardo Minoico IB ed includono la celebre anfora a staffa (in inglese stirrup jar). Le decorazioni dello Stile del Palazzo sono di chiara derivazione minoica (in particolare dal Floreal Style del TM IB) e hanno dunque principalmente tema vegetale (soprattutto giglio, papiro ed edera) e marino (comuni i polpi e gli argonauti), ma rispetto ai corrispettivi cretesi i vasi micenei appaiono più stilizzati e meno impressionistici.
La seconda parte di questo periodo (TE IIB) è caratterizzata dalla comparsa del cosiddetto Stile Efireo, caratterizzato dalla rappresentazione di un singolo fiore su entrambe le facce di un vaso (in particolare coppe su piede, le cosiddette coppe efiree).

### Tardo Elladico IIIA

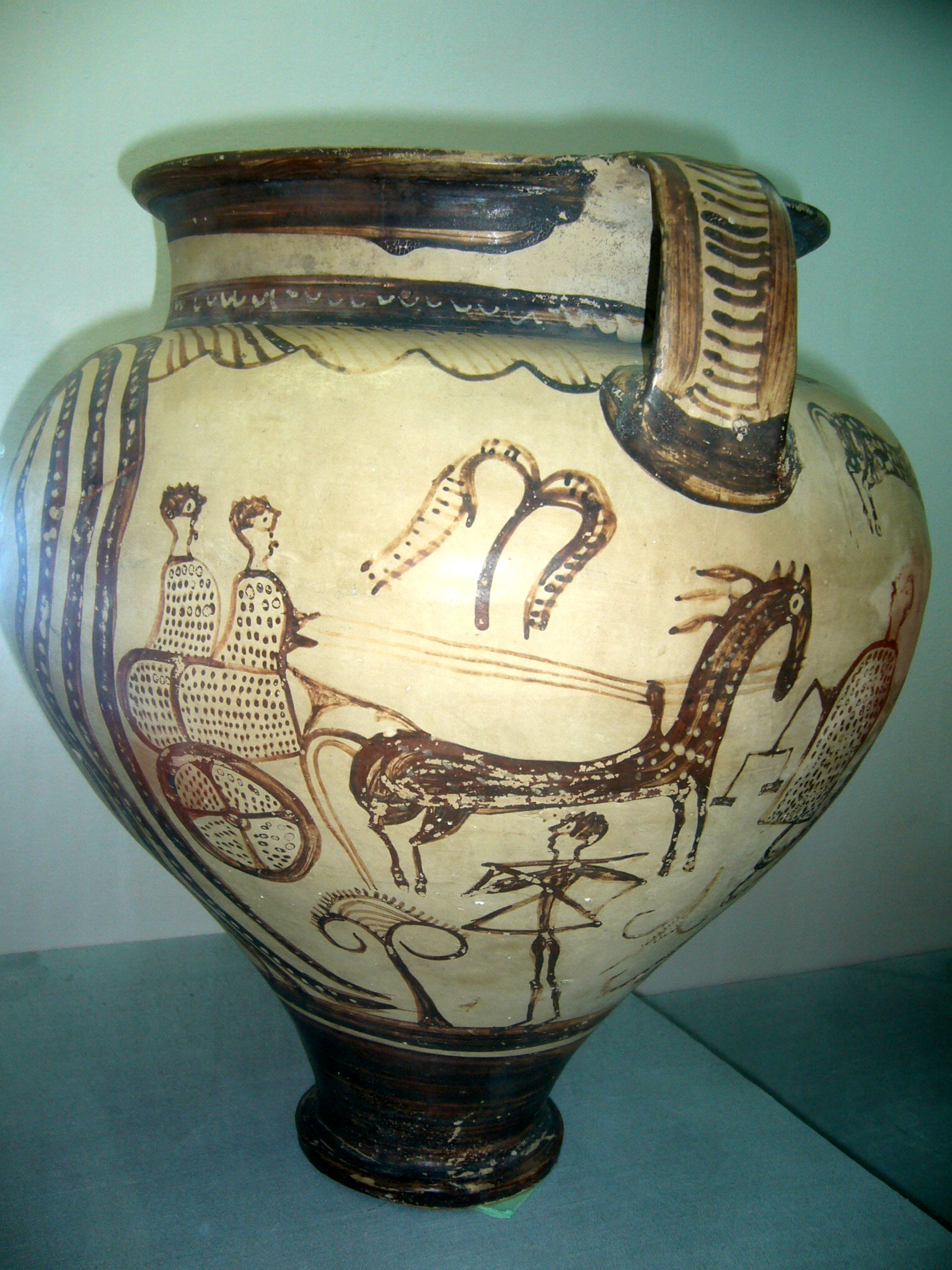
Lo "Zeus Krater" (TE IIIA). Museo di Cipro, Cipro

La prima parte del periodo (TE IIIA1) è caratterizzata dall'inizio della produzione di massa di manufatti, la quale ha comportato una standardizzazione e formalizzazione dei motivi decorativi. I motivi impiegati sulla ceramica si sono evoluti nel complesso dal repertorio miceneo preesistente (TE II); l'influenza di altri supporti (ad esempio la pittura di affreschi) è rilevabile ma minima. I quattro motivi più comuni della ceramica TE IIIA sono la puntinatura, la spirale, la rete e le squame. Il boccale cilindrico (mug) sostituisce la tazza di Vafiò e l'anfora a staffa si afferma come forma dominante.
La seconda parte del periodo (TE IIIA2) ha portato con sé stili ceramici più vari, aggiungendo nuove forme e decorazioni al repertorio della ceramica dipinta micenea. La decorazione resta invece standardizzata: il repertorio di motivi è ampio, ma ogni motivo viene utilizzato sempre allo stesso modo, privilegiando la simmetria e l'ordine rispetto alla rappresentazione naturalistica. Questo periodo segna anche la diffusione del cosiddetto Pictorial Style, i cui vasi presentano raffigurazioni di figure umane (generalmente su carri) e a volte tori. A questo gruppo appartiene il noto "cratere di Zeus" (Zeus Krater) di Enkomi (Cipro).

### Tardo Elladico IIIB

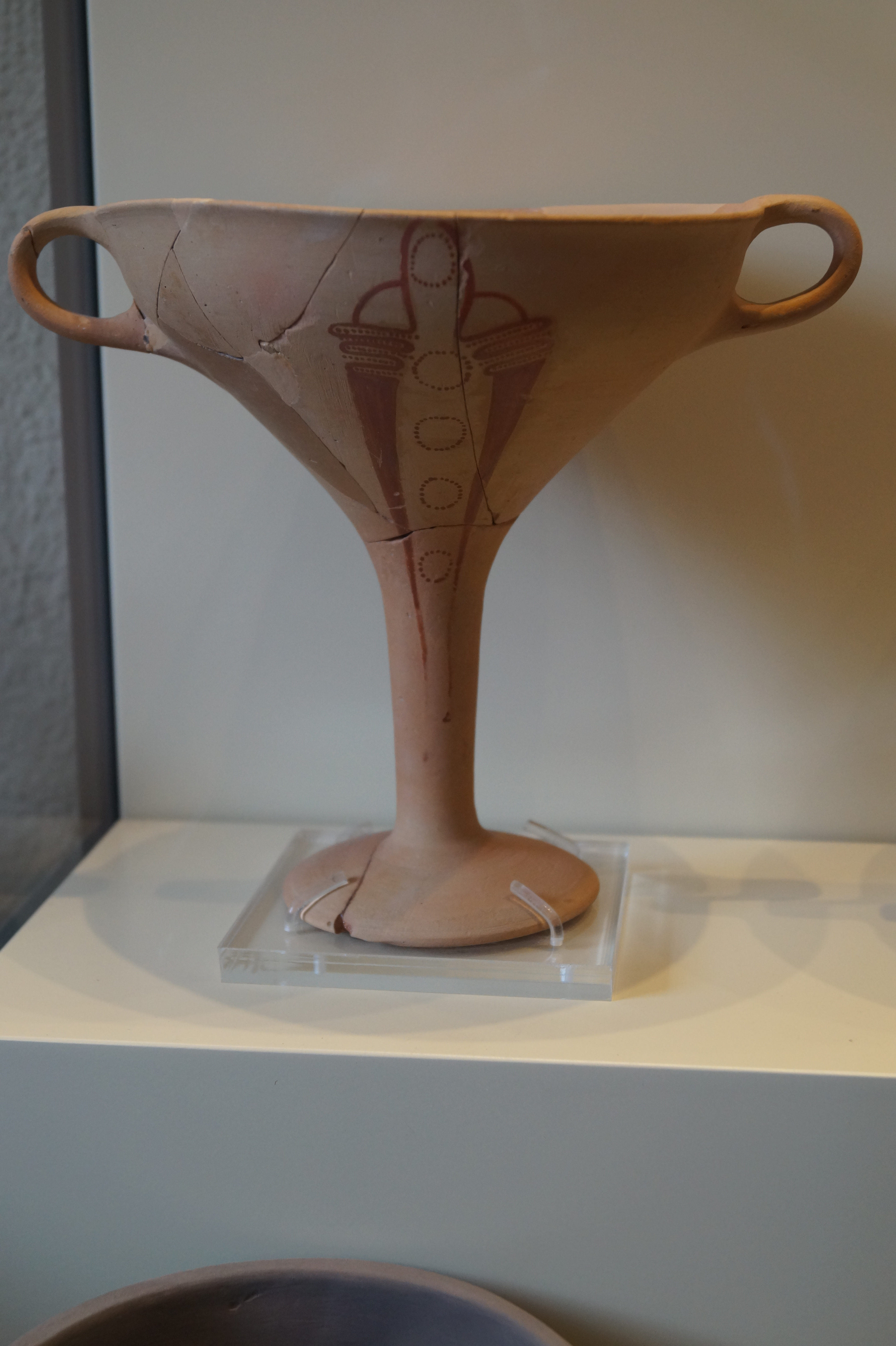
Un kylix di tipo Zygouries dalla casa B02 di Zygouries (TE IIIB). Museo archeologico dell'antica Corinto, Grecia

Le forme caratteristiche di questo periodo sono il kylix (specialmente quello 'di tipo Zygouries'), l'anfora a staffa e lo skyphos (deep bowl). I motivi utilizzati sono gli stessi della fase TE IIIA2, ma sono disposti in modo diverso. La stretta zona decorativa, così popolare nel TE IIIA2, è ancora presente, ma lascia lentamente il posto a una nuova disposizione in cui viene enfatizzata la simmetria. Vasi (specialmente crateri) in Stile pittorico continuano ad essere prodotti a Berbati, Tebe, Micene e Tirinto.

### Tardo Elladico IIIC
La frammentazione della società micenea dopo le distruzioni dei centri palaziali ha comportato la perdita di uniformità della ceramica: nel TE IIIC vari stili locali fanno la loro comparsa, e produzioni locali sono rilevate in varie isole dell'Egeo (tra cui Milo e Rodi).

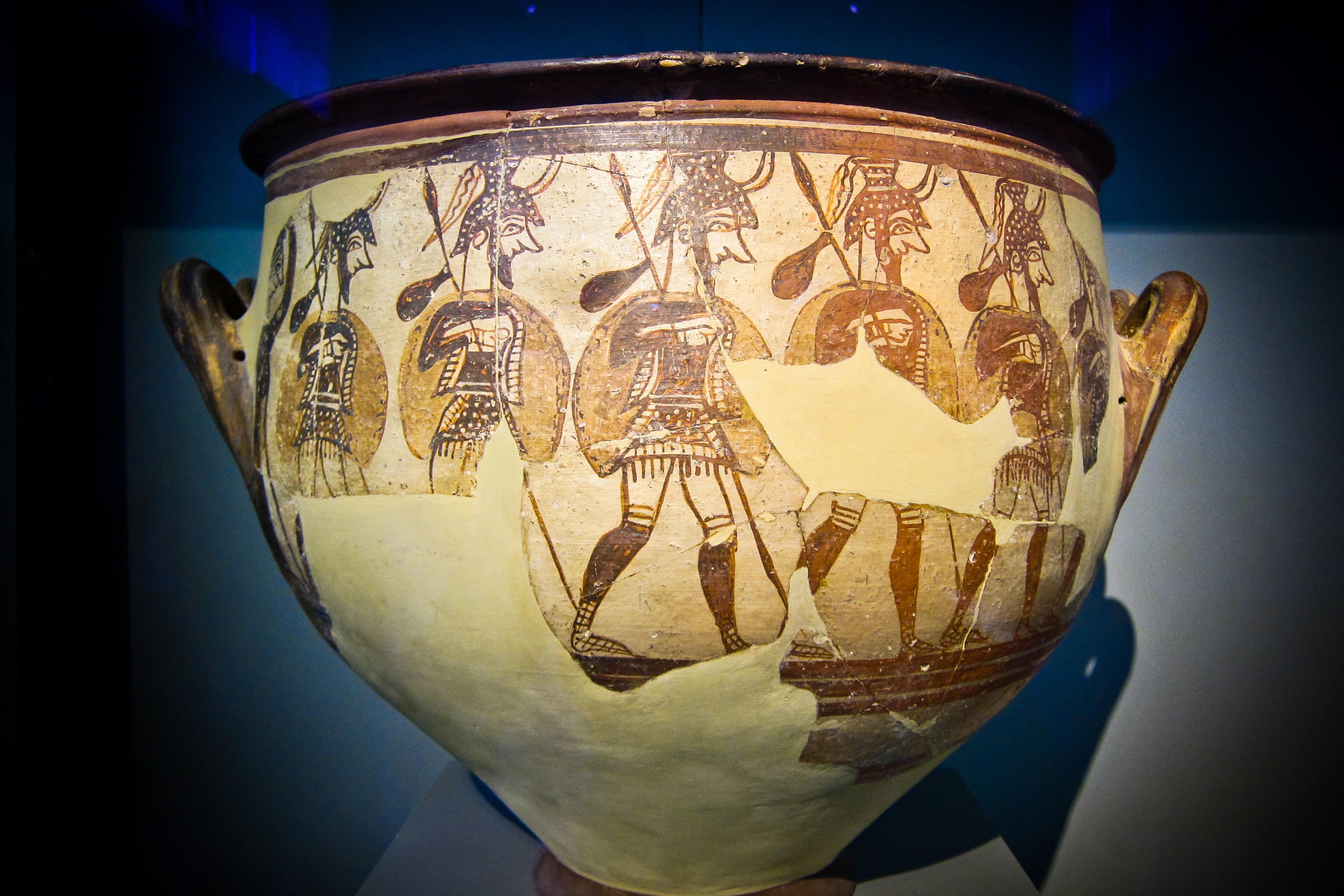
Il Vaso dei Guerrieri rinvenuto a Micene (TE IIIC). Museo archeologico nazionale di Atene

La ceramica della fase TE IIIC è inizialmente piuttosto scialba le decorazioni sono lineari, ma trova la sua espressione definitiva nelle fiorenti scuole locali della seconda parte del periodo, le quali producevano oggetti di alta qualità tecnica decorati da disegni vivaci ed elaborati. Tra di esse si possono annoverare il Close Style in Argolide, l'Octopus Style in Attica, nelle Cicladi e nel Dodecaneso, il Fringed Style a Creta e il Fantastic Style a Lefkandi, oltre al già citato Pictorial Style, i cui principali centri di produzione in questo periodo erano Micene, Tirinto, Lefkandi, Volos, Nasso e Kos. Era prodotto anche ad Atene e si trova sporadicamente in altri siti. La forma più comune su cui compare il Pictorial Style è il cratere, il cui ampio campo decorativo permette di ospitare scene più elaborate. Il famoso Vaso dei Guerrieri di Micene appartiene a questa fase. L'apogeo del TE IIIC portò con sé la cossiddetta Koinè egea, un periodo di stretti legami (manifestati nella tradizione ceramica) tra l'Attica orientale e le isole dell'Egeo meridionale (soprattutto Nasso, Calimno, Rodi e Kos). Tra le nuove forme introdotte figurano il lekythos e l'anforisco, quest'ultimo particolarmente comune in contesti funerari.
Nella parte finale di questa fase si assiste ad un declino nella qualità e varietà delle decorazioni, gli stili locali si sono lentamente estinti e la decorazione è diventata molto più uniforme. L'aspetto della ceramica diventa meno elegante e il Pictorial Style scompare assieme alle altre scuole locali, gradualmente sostituite da decorazioni semplici con ampie porzioni monocrome.

## La ceramica submicenea

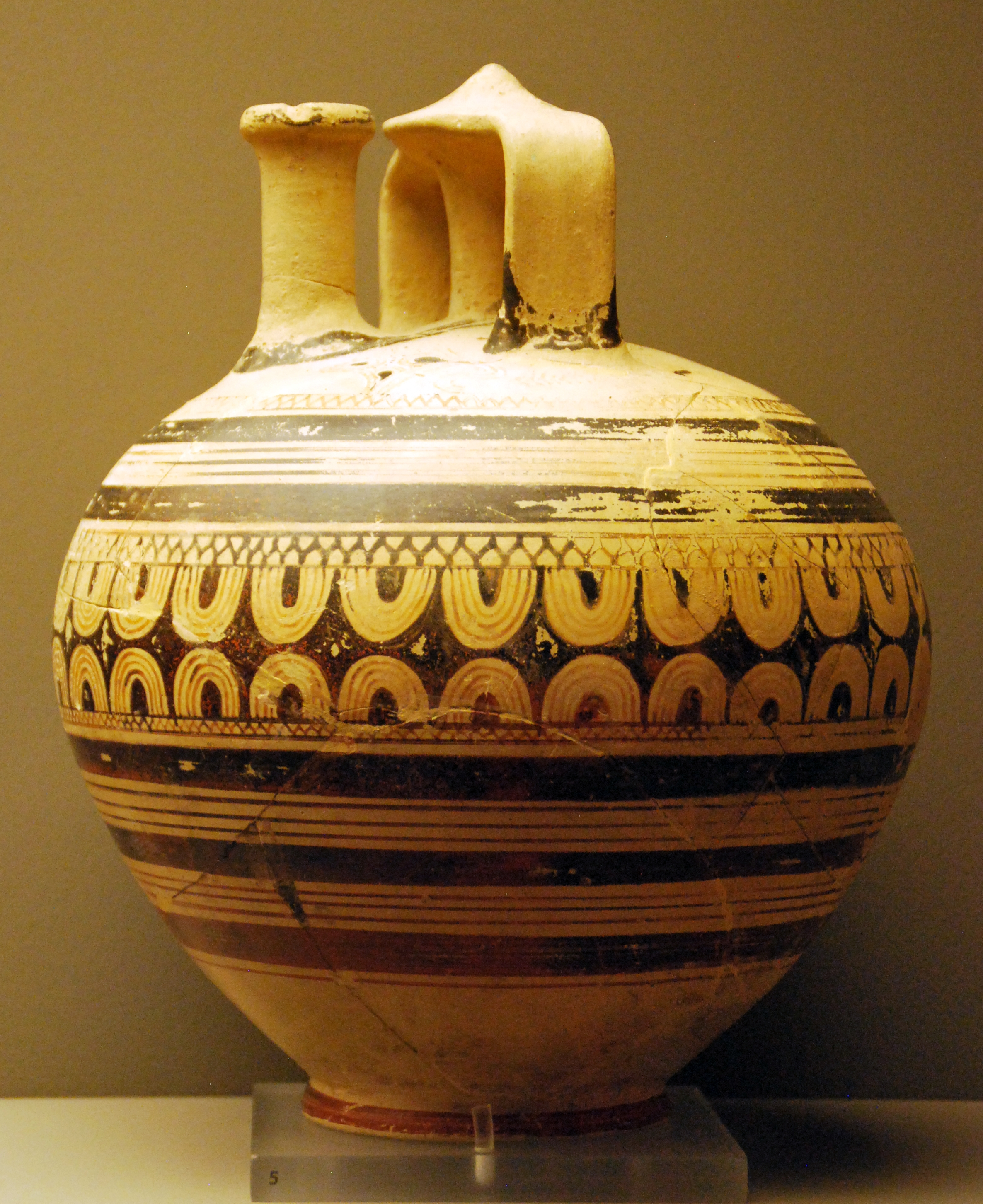
Anfora a staffa submicenea dall'isola di Sciro. Museo di arte cicladica, Atene

Il termine "ceramica submicenea" è stato utilizzato per definire lo stile di transizione tra la ceramica micenea e i successivi stili di ceramica greca, in particolare quella protogeometrica. Di recente, però, il termine è stato messo in dubbio: secondo alcuni studiosi, infatti, sarebbe piuttosto da reputare come un'ultima porzione del TE IIIC.
La ceramica submicenea è nota soprattutto da contesti funerari, in particolare da Atene, Salamina, Corinto, Asine, Kalapodi, Lefkandi e Tirinto. La qualità dei vasi submicenei varia notevolmente. Sono attestate solo alcune forme, tra cui l'anfora a staffa, l'anfora a profilo continuo, l'anfora a collo distinto e il lekythos. Alla fine del periodo submiceneo, l'anfora a staffa viene definitivamente sostituita dal lekythos.
La decorazione del vasellame submiceneo è semplice: i motivi si limitano a linee ondulate orizzontali o verticali, triangoli e semicerchi concentrici. Le decorazioni ornamentali si trovano sulle spalle di lekythoi, anfore e anfore a staffa. Le anfore, gli anforischi e le brocche presentano in genere una o più linee ondulate spesse. Lo stile complessivo è meno raffinato e curato rispetto a quello precedente.